# Hirpace
En la mitología griega, Hirpace o Hírpax era un hijo del dios-viento Bóreas y de Quíone, hija de Arcturo Su madre había sido raptada por Bóreas en una colina llamada Nifante, en el Cáucaso. Hirpace sucedió a Henioco en el trono de su reino.